# 落馬洲花園

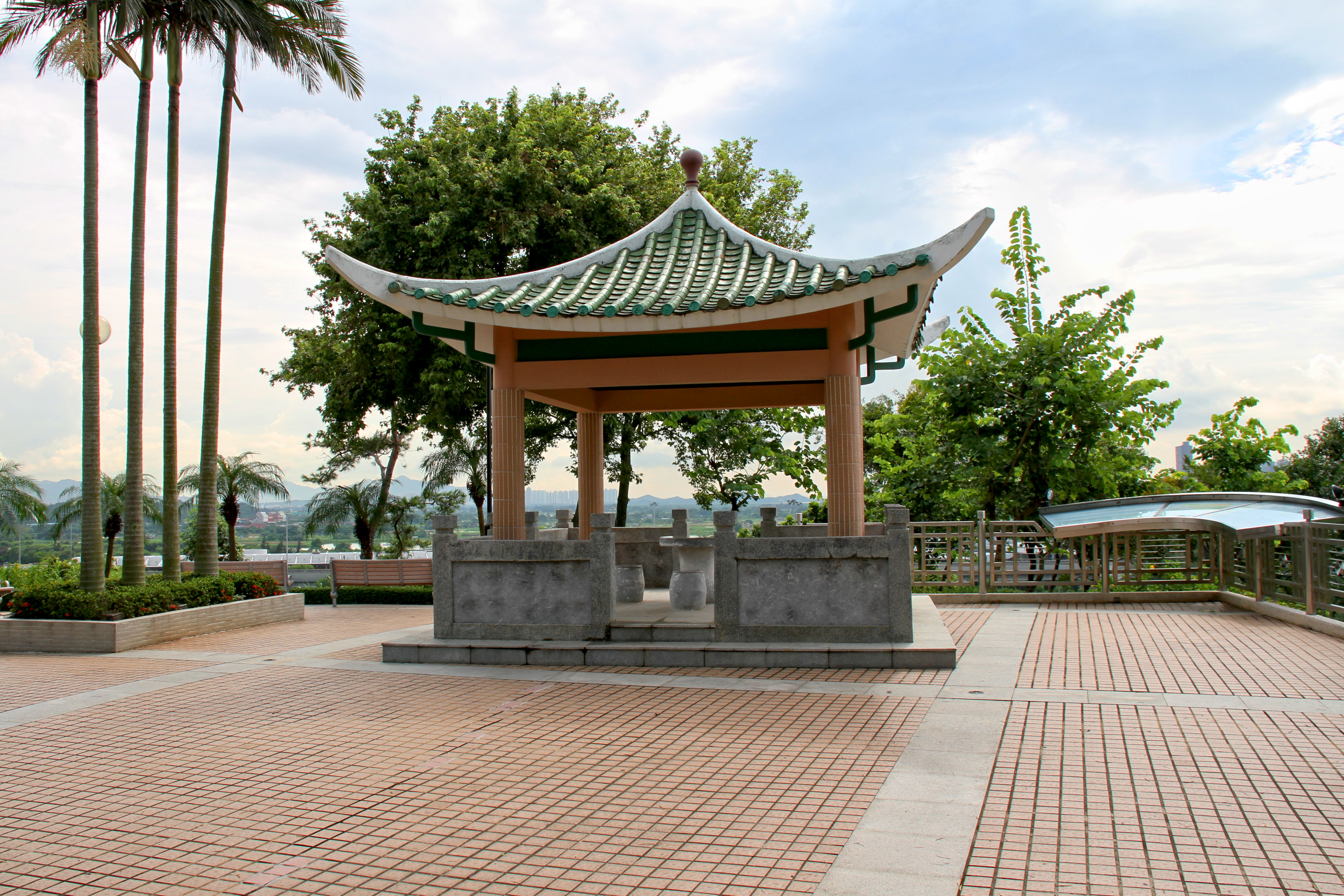
落馬洲花園

落馬洲花園（英語：Lok Ma Chau Garden），舊稱落馬洲瞭望台，位於新界新田落馬洲路，鄰近落馬洲警署。

## 歷史
1970年代，鄰近香港邊境的落馬洲設立了一座瞭望台，可遠眺深圳河一帶廣闊的農田及鄉村建築。由於當時西方人士難以進入中國境內，所以成為當時的熱門旅遊地點。但由於改革開放政策，隨著深圳的城市發展，西方人所喜愛的景點僅剩朝鮮邊境能看到落後的共產社會，瞭望台的有趣景觀已大不如前。到了2000年代初，落馬洲瞭望台曾獲裝修，擴建為落馬洲花園，栽種了不少杜鵑花。